# Alive and Well
Alive and Well è il nono album in studio della heavy metal band statunitense Quiet Riot pubblicato il 23 marzo 1999 per l'Etichetta discografica Cleopatra Records.

## Il disco
Dopo gli anni di crisi durante gli anni novanta, la band torna alla classica formazione del periodo 83/84 composta quindi da DuBrow, Cavazo, Sarzo, Banali. Il quartetto torna in pista dopo un inosservato Down to the Bone (1995), proponendo un buon disco in pieno stile Quiet Riot. Il gruppo vede quindi il ritorno di Rudy Sarzo, che dopo il periodo Quiet Riot aveva collaborato con altri gruppi tra cui i Whitesnake e i Manic Eden.
L'album sarà composto da 9 tracce in studio, tra cui la nota cover "Highway to Hell" degli AC/DC, seguite da 6 tracce bonus, tra le più famose della loro carriera, registrate ex novo nello stesso 1999. Lo stile di questo "Alive and Well" si presenta come un continuo dei successi del passato, nonostante l'album ed il gruppo stesso siano ormai entrati nell'underground, avendo perso l'esposizione al commercio di un tempo, come del resto un po' tutto l'heavy metal ottantaniano. Riff e testi ricordano molto i lavori come "Metal Health" e "Condition Critical", nonostante non vengano proposti i classici brani orecchiabili per lanciare l'album. Le tracce infatti risultano generalmente meno melodiche, strada che la band aveva intrapreso già dai primi anni novanta, probabilmente perché privati della possibilità di lanciare i video su MTV. Di spicco sono la opener "Don't Know What I Want", "Slam Dunk (Way to Go!)", "Against The Wall", la ottima titletrack "Alive and Well" e per chiudere la storica "Highway to Hell", che Cavazo rende notevolmente più elaborata dell'originale dei fratelli Young. Le ottime versioni ex novo sono suonate con un leggero e forse voluto distaccamento da quelle originali, forse per non risultare troppo banali. Un disco interessante che ripercorre il vecchio stile che portò il gruppo al successo, consigliato a chi ama il classico stile del gruppo. Si rivelerà come il loro miglior disco degli anni novanta, forse anche grazie alla riunione dei membri originali. L'album successivo Guilty Pleasures (2001), registrato sempre con la stessa formazione, interesserà ancor più la critica specializzata.

## Tracce
1. Don't Know What I Want (Banali, Cavazo, DuBrow, Sarzo) 4:51
2. Angry (Banali, Cavazo, DuBrow, Sarzo) 5:22
3. Alive and Well (Banali, Cavazo, DuBrow, Sarzo) 5:03
4. The Ritual (Banali, Cavazo, DuBrow, Sarzo) 6:06
5. Overworked and Underpaid (Banali, Cavazo, DuBrow, Sarzo) 5:36
6. Slam Dunk (Way to Go!) (DuBrow, Paris) 	3:23
7. Too Much Information (Banali, Cavazo, DuBrow, Sarzo) 4:28
8. Against the Wall (Banali, Cavazo, DuBrow, Sarzo) 4:46
9. Highway to Hell (Scott, Young, Young) 3:58 (AC/DC Cover)

### Tracce bonus (1999)
- 10. Sign of the Times (Banali, Cavazo, DuBrow) 4:52
- 11. Don't Wanna Let You Go (Cavazo, DuBrow) 4:52
- 12. The Wild and the Young (Banali, Cavazo, DuBrow, Proffer, Wright) 5:32
- 13. Mama Weer All Crazee Now (Holder, Lea) 3:21 (Slade Cover)
- 14. Cum On Feel the Noize (Holder, Lea) 4:40 (Slade Cover)
- 15. Metal Health (Bang Your Head) (Banali, Cavazo, Cavazo, DuBrow) 5:15

## Formazione
- Kevin DuBrow: Voce
- Carlos Cavazo: Chitarra
- Rudy Sarzo: Basso
- Frankie Banali: Batteria